# Marema
Marema é um município brasileiro do estado de Santa Catarina.  Localiza-se a uma latitude 26º48'08" sul e a uma longitude 52º37'31" oeste, estando a uma altitude de 417 metros. Sua população estimada em 2022 era de 2.184 habitantes. Possui uma área de 104,184 km².